# Christophe Agnolutto
Christophe Agnolutto (Soisy-sous-Montmorency, 6 de desembre de 1969) va ser un ciclista francès, que fou professional entre 1996 i 2006. Durant aquests anys aconseguí una desena de victòries, destacant una etapa del Tour de França de 2000 i la Volta a Suïssa de 1997.

## Palmarès
- 1995
  - 1r al Gran Premi del Nord-Pas de Calais
  - 1r a la Bordeus-Saintes
- 1997
  - 1r a la Volta a Suïssa i vencedor d'una etapa
  - 1r a A Travers le Morbihan
- 1998
  - Vencedor d'una etapa del Tour de Romandia
- 2000
  - 1r al Premi de Quillan
  - Vencedor d'una etapa del Tour de França
- 2005
  - Vencedor d'una etapa del Tour du Poitou-Charentes et de la Vienne

### Resultats al Tour de França
- 1997. 94è de la classificació general
- 1998. 31è de la classificació general
- 2000. 66è de la classificació general. Vencedor d'una etapa
- 2001. 120è de la classificació general
- 2002. 144è de la classificació general

### Resultats a la Volta a Espanya
- 1996. 90è de la classificació general
- 1998. 101è de la classificació general